# Honoré Blanc
Pour les articles homonymes, voir Blanc (homonymie).
Honoré Blanc (Avignon, 1736 - Roanne, 27 janvier 1802) est un armurier français pionnier du concept d'interchangeabilité des pièces. Il a produit des fusils durant une période couvrant les règnes de Louis XV, Louis XVI, la Révolution américaine et la Révolution française.
L'idée générale de Blanc était de pouvoir utiliser n'importe quels éléments d'un ensemble de pièces pour pouvoir construire un fusil (standardisation). Ceci se réalise en spécifiant les dimensions de toutes les pièces nécessaires à la construction d'un fusil. Il en résulte une souplesse dans la fabrication et la réparation de ces fusils, bien qu'en général ceci provoque un surcoût de fabrication.
C'est notamment Thomas Jefferson, ambassadeur à Paris de 1784 à 1789, qui fit part au Congrès américain des innovations d'Honoré Blanc, ce qui permit à terme de réaliser définitivement à une échelle importante le concept d'interchangeabilité des pièces. Ces idées seront en effet reprises notamment par Eli Whitney, Simeon North (en) et John Hall.